# Lista de edições do Troféu Internet
Esta é uma lista de edições do Troféu Internet, uma premiação criado pelo apresentador Silvio Santos em 2001, e anunciada pelo mesmo durante a transmissão da 41ª edição do Troféu Imprensa, feita pelo SBT em 28 de março do mesmo ano. Iniciando no ano de 2025, o prêmio é entregue por Patrícia Abravanel, filha de Silvio Santos.

## Por edição

### Década de 2000
2001
A edição de 2001 foi apresentada em 1 de abril de 2001, e premiou os melhores da televisão e da música do ano de 2000.
| Melhor Programa de TV                                  | Melhor Novela                                         |
| ------------------------------------------------------ | ----------------------------------------------------- |
| Show do Milhão                                         | Laços de Família                                      |
| Melhor Ator                                            | Melhor Atriz                                          |
| Eduardo Moscovis (como Petruchio, de O Cravo e a Rosa) | Carolina Dieckmann (como Camila, de Laços de Família) |
| Melhor Cantor                                          | Melhor Cantora                                        |
| Roberto Carlos                                         | Sandy                                                 |
| Melhor Conjunto Musical                                | Melhor Música                                         |
| Sandy & Junior                                         | "Se Eu Não Te Amasse Tanto Assim" - Ivete Sangalo     |
| Melhor Animador / Apresentador                         | Melhor Animadora / Apresentadora                      |
| Silvio Santos                                          | Hebe Camargo                                          |
| Melhor Locutor Esportivo                               | Revelação do Ano                                      |
| Galvão Bueno                                           | Reynaldo Gianecchini                                  |

2002
A edição de 2002 foi apresentada em 7 de abril de 2002, e premiou os melhores da televisão e da música do ano de 2001.
| Melhor Programa de TV                                             | Melhor Programa de Auditório               |
| ----------------------------------------------------------------- | ------------------------------------------ |
| Casa dos Artistas                                                 | Programa Raul Gil                          |
| Melhor Programa de Entrevistas                                    | Melhor Programa Humorístico                |
| Programa do Jô                                                    | Os Normais                                 |
| Melhor Programa Infantil                                          | Melhor Programa Jornalístico               |
| Sítio do Pica-Pau Amarelo                                         | Fantástico                                 |
| Melhor Telejornal                                                 | Melhor Apresentador(a) de Telejornal       |
| Jornal Nacional                                                   | Ana Paula Padrão                           |
| Melhor Animador / Apresentador                                    | Melhor Animadora / Apresentadora           |
| Silvio Santos                                                     | Hebe Camargo                               |
| Revelação do Ano                                                  | Melhor Novela                              |
| Supla                                                             | O Clone                                    |
| Melhor Ator                                                       | Melhor Atriz                               |
| Antônio Fagundes (como Bartolomeu e Félix, de Porto dos Milagres) | Giovanna Antonelli (como Jade, de O Clone) |
| Melhor Cantor                                                     | Melhor Cantora                             |
| Supla                                                             | Ivete Sangalo                              |
| Melhor Conjunto Musical                                           | Melhor Música                              |
| Bruno & Marrone                                                   | "Dormi na Praça" - Bruno & Marrone         |
| Melhor Locutor Esportivo                                          | Melhor Comercial                           |
| Galvão Bueno                                                      | Brahma                                     |

2003
A edição de 2003 foi apresentada em 15 e 22 de junho de 2003, e premiou os melhores da televisão e da música do ano de 2002.
| Melhor Programa de TV                   | Melhor Programa de Auditório                  |
| --------------------------------------- | --------------------------------------------- |
| Show do Milhão                          | Show do Milhão                                |
| Melhor Programa de Entrevistas          | Melhor Programa Humorístico                   |
| Programa do Jô                          | Os Normais                                    |
| Melhor Programa Jornalístico            | Melhor Locutor Esportivo                      |
| Fantástico                              | Galvão Bueno                                  |
| Melhor Animador / Apresentador          | Melhor Animadora / Apresentadora              |
| Silvio Santos                           | Hebe Camargo                                  |
| Melhor Telejornal                       | Melhor Novela                                 |
| Jornal Nacional                         | O Beijo do Vampiro                            |
| Melhor Ator                             | Melhor Atriz                                  |
| Raul Cortez (como Genaro, de Esperança) | Ana Paula Arósio (como Camille, de Esperança) |
| Melhor Cantor                           | Melhor Cantora                                |
| Daniel                                  | Ivete Sangalo                                 |
| Melhor Conjunto Musical                 | Melhor Música                                 |
| Rouge                                   | "Ragatanga" - Rouge                           |
| Melhor Comercial                        |                                               |
| Havaianas                               |                                               |

2005
A edição de 2005 foi apresentada em 31 de julho de 2005, e premiou os melhores da televisão e da música do ano de 2004.
| Melhor Programa de TV                           | Melhor Programa de Auditório                       |
| ----------------------------------------------- | -------------------------------------------------- |
| Pânico na TV                                    | Domingo Legal                                      |
| Melhor Programa Infantil                        | Melhor Programa Humorístico                        |
| Bom Dia & Cia                                   | A Diarista                                         |
| Melhor Programa de Entrevistas                  | Melhor Programa Jornalístico                       |
| Programa do Jô                                  | Fantástico                                         |
| Melhor Telejornal                               | Melhor Apresentador(a) de Telejornal               |
| Jornal Nacional                                 | William Bonner                                     |
| Melhor Animador / Apresentador                  | Melhor Animadora / Apresentadora                   |
| Silvio Santos                                   | Hebe Camargo                                       |
| Revelação do Ano                                | Melhor Novela                                      |
| Pitty                                           | Senhora do Destino                                 |
| Melhor Ator                                     | Melhor Atriz                                       |
| José Wilker (como Giová, de Senhora do Destino) | Renata Sorrah (como Nazaré, de Senhora do Destino) |
| Melhor Cantor                                   | Melhor Cantora                                     |
| Daniel                                          | Ivete Sangalo                                      |
| Melhor Conjunto Musical                         | Melhor Música                                      |
| Banda Calypso                                   | "Vou Deixar" - Skank                               |
| Melhor Locutor Esportivo                        | Melhor Comercial                                   |
| Galvão Bueno                                    | Skol                                               |

2007
A edição de 2007 foi apresentada em 6 de maio de 2007, e premiou os melhores da televisão e da música do ano de 2006.
| Melhor Programa de TV                               | Melhor Programa de Auditório                  |
| --------------------------------------------------- | --------------------------------------------- |
| A Praça É Nossa                                     | Caldeirão do Huck                             |
| Melhor Programa Infantil                            | Melhor Programa Humorístico                   |
| Bom Dia & Cia                                       | A Grande Família                              |
| Melhor Programa de Entrevistas                      | Melhor Programa Jornalístico                  |
| Programa do Jô                                      | Fantástico                                    |
| Melhor Telejornal                                   | Melhor Apresentador(a) de Telejornal          |
| Jornal Nacional                                     | William Bonner                                |
| Melhor Animador / Apresentador                      | Melhor Animadora / Apresentadora              |
| Luciano Huck                                        | Hebe Camargo                                  |
| Revelação do Ano                                    | Melhor Novela                                 |
| Grazi Massafera (como Telminha, de Páginas da Vida) | Páginas da Vida                               |
| Melhor Ator                                         | Melhor Atriz                                  |
| Lázaro Ramos (como Foguinho, de Cobras & Lagartos)  | Lília Cabral (como Marta, de Páginas da Vida) |
| Melhor Cantor                                       | Melhor Cantora                                |
| Zeca Pagodinho                                      | Ivete Sangalo                                 |
| Melhor Conjunto Musical                             | Melhor Música                                 |
| Jota Quest                                          | "Se Quiser" - Tânia Mara                      |
| Melhor Locutor Esportivo                            | Melhor Comercial                              |
| Galvão Bueno                                        | Havaianas                                     |

2008
A edição de 2008 foi apresentada em 9 de março de 2008, e premiou os melhores da televisão e da música do ano de 2007.
| Melhor Programa de TV | Melhor Programa de Auditório |
| --- | --- |
| - Pânico na TV - Ídolos - Hoje em Dia | - Caldeirão do Huck - Hebe - O Melhor do Brasil |
| Melhor Programa Infantil | Melhor Programa Humorístico |
| - Bom Dia & Cia - Sítio do Pica-Pau Amarelo - TV Xuxa | - Pânico na TV - A Praça É Nossa - Show do Tom |
| Melhor Programa de Entrevistas | Melhor Programa Jornalístico |
| - Programa do Jô - Altas Horas - Estrelas | - Globo Repórter - Domingo Espetacular - Fantástico |
| Melhor Telejornal | Melhor Apresentador(a) de Telejornal |
| - Jornal Nacional - Jornal da Globo - Jornal da Record | - William Bonner - Carlos Nascimento - Paulo Henrique Amorim                                                                                                |
| Melhor Animador / Apresentador | Melhor Animadora / Apresentadora |
| - Luciano Huck - Fausto Silva - Márcio Garcia | - Hebe Camargo - Angélica - Eliana |
| Revelação do Ano | Melhor Novela |
| - Íris Stefanelli - Gustavo Leão (como Mateus, de Paraíso Tropical) - Victor & Leo                                                                         | - Paraíso Tropical - Vidas Opostas - Duas Caras |
| Melhor Ator | Melhor Atriz |
| - Wagner Moura (como Olavo, de Paraíso Tropical) - Heitor Martinez (como Jacson Farias, deVidas Opostas) - Lázaro Ramos (como Evilásio Caó, de Duas Caras) | - Camila Pitanga (como Bebel, de Paraíso Tropical) - Glória Pires (como Lúcia, de Paraíso Tropical) - Lucinha Lins (como Ísis Campobello, de Vidas Opostas) |
| Melhor Cantor | Melhor Cantora |
| - Daniel - Fábio Jr - Zeca Pagodinho | - Ivete Sangalo - Claudia Leitte - Vanessa da Mata |
| Melhor Conjunto Musical | Melhor Música |
| - NX Zero - Babado Novo - Jota Quest | - "Carne e Osso" - Zélia Duncan - "Berimbau Metalizado" - Ivete Sangalo - "Razão e Emoção" - NX Zero                                                        |
| Melhor Locutor Esportivo | Melhor Comercial |
| - Galvão Bueno - Cléber Machado - Luciano do Valle | Skol |

### Década de 2010
2010
A edição de 2010 foi apresentada em 28 de março de 2010, e premiou os melhores da televisão e da música do ano de 2009.
| Melhor Programa Infantil                               | Melhor Programa Humorístico                         |
| ------------------------------------------------------ | --------------------------------------------------- |
| Bom Dia & Cia                                          | Pânico na TV                                        |
| Melhor Programa de Entrevistas                         | Melhor Programa Jornalístico                        |
| Programa do Jô                                         | Fantástico                                          |
| Melhor Telejornal                                      | Revelação do Ano                                    |
| Jornal Nacional                                        | Banda Cine                                          |
| Melhor Animador / Apresentador                         | Melhor Animadora / Apresentadora                    |
| Luciano Huck                                           | Eliana                                              |
| Melhor Novela                                          | Melhor Ator                                         |
| Caminho das Índias                                     | Bruno Ferrari (como Rodrigo Ávila, de Bela, a Feia_ |
| Melhor Atriz                                           | Melhor Conjunto Musical                             |
| Juliana Paes (como Maya Meetha, de Caminho das Índias) | Fresno                                              |
| Melhor Cantor                                          | Melhor Cantora                                      |
| Túlio Dek                                              | Wanessa                                             |
| Melhor Música                                          |                                                     |
| "Xonou Xonou"- Banda Calypso                           |                                                     |

2011
A edição de 2011 foi apresentada em 5 de abril de 2011, e premiou os melhores da televisão e da música do ano de 2010.
| Melhor Programa de Entrevistas      | Melhor Programa de Auditório              |
| ----------------------------------- | ----------------------------------------- |
| De Frente com Gabi                  | Programa Silvio Santos                    |
| Melhor Programa Infantil            | Melhor Programa Humorístico               |
| Bom Dia & Cia                       | CQC                                       |
| Melhor Reality Show                 | Melhor Programa Jornalístico              |
| Big Brother Brasil                  | Fantástico                                |
| Melhor Telejornal                   | Melhor Apresentador(a) de Telejornal      |
| Jornal Nacional                     | William Bonner                            |
| Melhor Animador / Apresentador      | Melhor Animadora / Apresentadora          |
| Silvio Santos                       | Eliana                                    |
| Revelação do Ano                    | Melhor Novela                             |
| Luan Santana                        | Ti Ti Ti                                  |
| Melhor Ator                         | Melhor Atriz                              |
| Tony Ramos (como Totó, de Passione) | Mariana Ximenes (como Clara, de Passione) |
| Melhor Cantor                       | Melhor Cantora                            |
| Luan Santana                        | Ivete Sangalo                             |
| Melhor Conjunto Musical             | Melhor Dupla Sertaneja                    |
| Restart                             | Victor & Léo                              |
| Melhor Música                       | Melhor Locutor Esportivo                  |
| "Famo$a" - Cláudia Leitte           | Galvão Bueno                              |

2012
A edição de 2012 foi apresentada em 25 de março de 2012, e premiou os melhores da televisão e da música do ano de 2011.
| Melhor Programa de Entrevistas           | Melhor Programa Jornalístico        |
| ---------------------------------------- | ----------------------------------- |
| De Frente com Gabi                       | Fantástico                          |
| Melhor Programa Infantil                 | Melhor Programa Humorístico         |
| Bom Dia & Companhia                      | Pânico na TV                        |
| Melhor Telejornal                        | Revelação do Ano                    |
| Jornal Nacional                          | Mel Fronckowiak                     |
| Melhor Animador / Apresentador           | Melhor Animadora / Apresentadora    |
| Silvio Santos                            | Eliana                              |
| Melhor Novela                            | Melhor Ator                         |
| REBƎLDE                                  | Chay Suede (como Tomás, de REBƎLDE) |
| Melhor Atriz                             | Melhor Conjunto Musical             |
| Mel Fronckowiak (como Carla, de REBƎLDE) | Rebeldes                            |
| Melhor Cantor                            | Melhor Cantora                      |
| Michel Teló                              | Paula Fernandes                     |
| Melhor Dupla Sertaneja                   |                                     |
| Jorge & Mateus                           |                                     |

2013
A edição de 2013 foi apresentada em 28 de abril de 2013, e premiou os melhores da televisão e da música do ano de 2012.
| Melhor Programa de Entrevistas                 | Melhor Programa de Auditório                       |
| ---------------------------------------------- | -------------------------------------------------- |
| De Frente com Gabi                             | Programa Silvio Santos                             |
| Melhor Programa Infantil                       | Melhor Programa Humorístico                        |
| Bom Dia & Cia                                  | Pânico na Band                                     |
| Melhor Programa Jornalístico                   | Melhor Telejornal                                  |
| Conexão Repórter                               | Jornal Nacional                                    |
| Melhor Animador / Apresentador                 | Melhor Animadora / Apresentadora                   |
| Silvio Santos                                  | Eliana                                             |
| Revelação do Ano                               | Melhor Novela                                      |
| Larissa Manoela                                | Avenida Brasil                                     |
| Melhor Ator                                    | Melhor Atriz                                       |
| Murilo Benício (como Tufão, de Avenida Brasil) | Adriana Esteves (como Carminha, de Avenida Brasil) |
| Melhor Cantor                                  | Melhor Cantora                                     |
| Gusttavo Lima                                  | Paula Fernandes                                    |
| Melhor Música                                  | Melhor Comercial                                   |
| "Esse Cara Sou Eu" - Roberto Carlos            | Skol                                               |

2015
A edição de 2015 foi apresentada em 12 de abril de 2015, e premiou os melhores da televisão e da música do ano de 2014.
| Melhor Programa de Entrevistas | Melhor Programa de Auditório |
| --- | --- |
| - The Noite com Danilo Gentili - Agora É Tarde - Altas Horas - De Frente com Gabi - Encontro com Fátima Bernardes - Estrelas - Luciana by Night - Programa do Jô - TV Fama - Vídeo Show | - Eliana - Altas Horas - Caldeirão do Huck - Domingão do Faustão - Domingo Legal - Esquenta! – - Hora do Faro - Legendários - Programa Silvio Santos – - The Noite com Danilo Gentili |
| Melhor Programa Humorístico | Melhor Programa Jornal de TV |
| - Pânico na Band - A Praça É Nossa - Custe o Que Custar - Legendários - Tá no Ar: a TV na TV - Tapas & Beijos - The Noite com Danilo Gentili - Tudo pela Audiência - Vai que Cola - Zorra Total | - Jornal Nacional - Bom Dia Brasil - Cidade Alerta - Jornal da Band - Jornal da Globo - Jornal da Record - Jornal do SBT - Jornal Hoje - Notícias da Manhã - SBT Brasil |
| Melhor Animador / Apresentador | Melhor Animadora / Apresentadora |
| - Rodrigo Faro – Hora do Faro - André Vasco – Sabe ou Não Sabe - Celso Portiolli – Domingo Legal - Danilo Gentili – The Noite com Danilo Gentili - Fausto Silva – Domingão do Faustão - Luciano Huck – Caldeirão do Huck - Marcos Mion – Legendários - Ratinho – Programa do Ratinho - Silvio Santos – Programa Silvio Santos - Tiago Leifert – The Voice Brasil) | - Eliana – Eliana - Ana Hickmann – Tudo É Possível - Ana Maria Braga – Mais Você - Angélica – Estrelas - Fátima Bernardes – Encontro com Fátima Bernardes - Fernanda Lima – Amor & Sexo - Patrícia Abravanel – Máquina da Fama - Regina Casé – Esquenta! - Sabrina Sato – Programa da Sabrina - Tatá Werneck – Tudo pela Audiência |
| Revelação do Ano | Melhor Novela |
| - Sam Alves - Anajú Dorigon - Bruna Hamú - Giovanna Grigio - Guilherme Hamacek - Isabella Santoni - Letícia Lima - Lucas Lucco - Malta - Rafael Vitti | - Malhação Sonhos - Alto Astral - Boogie Oogie - Chiquititas - Em Família - Geração Brasil - Império - Meu Pedacinho de Chão - Pecado Mortal - Vitória |
| Melhor Ator | Melhor Atriz |
| - Alexandre Nero – (como Zé Alfredo de Império) - Arthur Aguiar – (como Duca, de Malhação Sonhos) - Bruno Gagliasso – ('como Edu e Brian, de'Dupla Identidade) - Cauã Reymond – (como Leandro, deAmores Roubados) - Chay Suede – (como Zé Alfredo jovem, de Império) - Felipe Simas – (como Cobra), de Malhação Sonhos) - Gabriel Santana – (como Mosca, de Chiquititas) - Hugo Bonemer – (como Martin, de Malhação Casa Cheia) - Murilo Benício – (como Jaime, de Amores Roubados) - Rodrigo Simas – (como Beto, de Boogie Oogie) | - Marina Ruy Barbosa – (como Sweet Child, de Império) - Bruna Marquezine – (como Luiza e Helena, de Em Família) - Débora Falabella – (como Ray, de Dupla Identidade) - Drica Moraes – (como Cora, de Império) - Giovanna Antonelli – (como Clara, de Em Família) - Ísis Valverde – (como Sandra, de Boogie Oogie) - Juliana Paiva – (como Lili), de Além do Horizonte) - Lilia Cabral – (como Maria Marta, de Império) - Marjorie Estiano – (como Cora, de Império) - Sophia Abrahão – (como Gaby, de Alto Astral) |
| Melhor Cantor | Melhor Cantora |
| - Luan Santana - Chay Suede - Daniel - Eduardo Costa - Gusttavo Lima - MC Gui - Micael Borges - Michel Teló - Roberto Carlos - Thiaguinho | - Paula Fernandes - Aline Barros - Ana Carolina - Anitta - Claudia Leitte - Ivete Sangalo - Joelma - Ludmila - Manu Gavassi - Pitty |
| Melhor comercial do ano | Melhor Música |
| - NX Zero - Babado Novo - Jota Quest | - "Carne e Osso" - Zélia Duncan - "Berimbau Metalizado" - Ivete Sangalo - "Razão e Emoção" - NX Zero |
| Melhor comercial do ano | |
| - OLX - Bom Negócio - Casas Bahia - Coca-Cola - Garnier - Havaianas - Jequiti - LIV Drinks - O Boticário - Skol - Vivo | |